# Fitero
Fitero è un comune spagnolo di 2 170 abitanti situato nella comunità autonoma della Navarra.